# Тројка (вотка)
Тројка је америчка врста вотке која се производи троструком дестилацијом житарица, пшенице и ражи. Врши се дванаестострука филтрација, а након тога се додаје веома чиста и мека вода. Израђује се са 40% алкохола у обичној верзији или у варијантама ликера вотке: (енгл. Trojka BLUE) - Плава тројка са аромом менте, (енгл. Trojka RED) - Црвена тројка са аромом цитруса, (енгл. Trojka BLACK) - Црна тројка, (енгл. Trojka GREEN) - Зелена тројка са аромом егзотичног воћа, (енгл. Trojka PINK) - Пинк тројка и (енгл. Trojka CARAMEL) - Тројка са аромом карамеле у варијантама са 17% до 24% алкохола.